# Colonne de la Liberté (Saintes)
Pour les articles homonymes, voir Colonne de la Liberté.
La colonne de la Liberté est un monument de la ville de Saintes en France, installé au centre de la place Blair. Elle est inaugurée à l'occasion du
premier anniversaire de la Fête de la Fédération et érigée à côté de l'hôtel Monconseil, siège du Directoire pendant la Révolution française.

## Descriptif
La colonne se compose d'un soubassement carré à base et corniche moulurées, d'une colonne lisse à base et chapiteau dorique et d'un faisceau de licteur trapu surmonté d'une armature métallique qui portait à l'origine un bonnet phrygien, remplacé par un drapeau-girouette en métal vers 1830. Les pierres, blocs calcaires de grande taille, proviennent des vestiges gallo-romains trouvés à proximité.

## Historique
La colonne de la liberté de Saintes a été érigée pendant la première quinzaine de juillet 1791 sous la conduite de l'ingénieur Noiron et de l'entrepreneur Emeri. Dans les fondations, sont placés le 8 juillet, une bouteille contenant les droits de l'homme et du citoyen et une dédicace à la Liberté.
L'aménagement en parking dans les années 1970 en modifié l'usage de la place si bien que la colonne, même si elle a été préservée comme élément paysager, est tombé dans l'oubli 
La colonne est d'abord inscrite au titre des Monuments historiques par un arrêté du 2 août 2021, puis classé le 12 décembre 2023.